# Barsana
Barsana là một thị xã và là một nagar panchayat của quận Mathura thuộc bang Uttar Pradesh, Ấn Độ.

## Địa lý
Barsana có vị trí 27°39′B 77°23′Đ / 27,65°B 77,38°Đ Nó có độ cao trung bình là 182 mét (597 foot).

## Nhân khẩu
Theo điều tra dân số năm 2001 của Ấn Độ, Barsana có dân số 9215 người. Phái nam chiếm 53% tổng số dân và phái nữ chiếm 47%. Barsana có tỷ lệ 53% biết đọc biết viết, thấp hơn tỷ lệ trung bình toàn quốc là 59,5%: tỷ lệ cho phái nam là 65%, và tỷ lệ cho phái nữ là 39%. Tại Barsana, 19% dân số nhỏ hơn 6 tuổi.